# パリ条約 (1600年)
パリ条約（パリじょうやく、フランス語: Traité de Paris）は1600年2月27日にフランス王アンリ4世とサヴォイア公カルロ・エマヌエーレ1世の間で締結された条約。
カルロ・エマヌエーレ1世は1599年12月14日にフォンテーヌブローに到着、21日にはパリでアンリ4世の歓迎を受けた。カルロ・エマヌエーレ1世は1588年にフランス王アンリ3世から奪取したサルッツォ侯国を保持しようとしたが拒否され、アンリ4世とは紛争解決のためにパリ条約を締結した。
条約の内容は、カルロ・エマヌエーレ1世に2つの選択肢を与え、3か月内に選ばせるというものだった。1つはサルッツォ侯国をフランスに返還することであり、もう1つは侯国を維持する代わりにほかの重要な領地を割譲することだった。しかし、カルロ・エマヌエーレ1世はサヴォイア公国へ戻ると条約は強制されたものであるとして履行を拒否、フランスは同年8月11日にサヴォイアに宣戦布告、フランス・サヴォイア戦争が勃発した。紛争の解決は1601年のリヨン条約を待たなければならなかった。